# Casserengue
Casserengue est une ville brésilienne de l'est de l'État de la Paraíba.
Sa population était estimée à 6 762 habitants en 2007. La municipalité s'étend sur 201 km2.